# Лубны (футбольный клуб)
Футбольний клуб «Лубны» — украинский футбольный клуб из города Лубны Полтавской области.

## История
Футбольная команда основана в 1985 году, под названию «Сула», на базе команды военной части «Звезда» (Лубны).
Названия:
- 1985—2001, 2009 (с июня по ноябрь) — «Сула»
- 2003—2009 (по июнь) и с 2010 — ФК «Лубны»

ФК «Лубны» — обладатель Кубка Полтавской области 2005/06, 2006/07 годов. ФК «Сула»(Лубны)до этого ещё 5 раз побеждал в кубке: 1987, 1989, 1990, 1991, 1998. Финалист Кубка области 2004/05 года. Серебряный призёр чемпионата области 2005/06 и 2011 года, бронзовый призёр — 2006/07, 2007 (осень).

## Все сезоны на независимой Украине
| Сезон   | Чемпионат | Чемпионат | Чемпионат | Чемпионат | Чемпионат | Чемпионат | Чемпионат | Чемпионат | Кубок        | Кубок | Кубок | Кубок | Кубок | Кубок | Кубок | Примечание |
| Сезон   | Лига      | Место     | И         | В         | Н         | П         | М         | О         | Этап         | И     | В     | Н     | П     | М     | О     | Примечание |
| ------- | --------- | --------- | --------- | --------- | --------- | --------- | --------- | --------- | ------------ | ----- | ----- | ----- | ----- | ----- | ----- | ---------- |
| 1993/94 | —         | —         | —         | —         | —         | —         | —         | —         | 1/32 финала  | 2     | 0     | 1     | 1     | 3−7   | 1     | «Сула»     |
| 1994/95 | Третья    | 19 с 22   | 42        | 7         | 7         | 28        | 24−33     | 28        | 1/128 финала | 1     | 0     | 0     | 1     | 0−3   | 0     | «Сула»     |
| Всего   | Третья    | 1 сезон   | 42        | 7         | 7         | 28        | 24−33     | 21        | >2 сезона    | 3     | 0     | 1     | 2     | 3−10  | 1     |            |

## Достижения
- Бронзовый призёр Любительского чемпионата по футболу 1989
- Серебряный призёр Третьей зоны любительской лиги 1993/94